# Babice Donje
Babice Donje är ett samhälle i Bosnien och Hercegovina.   Det ligger i entiteten Federationen Bosnien och Hercegovina, i den centrala delen av landet, 70 kilometer norr om huvudstaden Sarajevo. Babice Donje ligger 279 meter över havet och antalet invånare är 533. Det ligger vid sjön Modračko Jezero.
Terrängen runt Babice Donje är platt åt nordost, men åt sydväst är den kuperad. Runt Babice Donje är det ganska tätbefolkat, med 93 invånare per kvadratkilometer.. Närmaste större samhälle är Tuzla, 18,2 kilometer öster om Babice Donje. 
I omgivningarna runt Babice Donje växer i huvudsak blandskog.